# Binodoxys silvaticus
Binodoxys silvaticus är en stekelart som först beskrevs av Jaroslav Stary 1972.  Binodoxys silvaticus ingår i släktet Binodoxys och familjen bracksteklar. Inga underarter finns listade.